# Liste der Bodendenkmale in Stadt Wehlen
In der Liste der Bodendenkmale in Stadt Wehlen sind die Bodendenkmale der Gemeinde Stadt Wehlen und ihrer Ortsteile nach dem Stand der Auflistung von Harald Quietzsch und Heinz Jacob aus dem Jahr 1982 aufgelistet. Eventuelle Änderungen und Ergänzungen, insbesondere aus der Zeit nach der Wende, sind nicht berücksichtigt, da für Sachsen aktuell keine neueren allgemein zugänglichen Bodendenkmallisten vorliegen. Die Baudenkmale sind in der Liste der Kulturdenkmale in Stadt Wehlen aufgeführt.
| Denkmal-ID | Fundart            | Ortsteil     | Bezeichnung            | Zeitstellung | Lage                                                        | Bemerkungen                                            | Bild |
| ---------- | ------------------ | ------------ | ---------------------- | ------------ | ----------------------------------------------------------- | ------------------------------------------------------ | ---- |
| ?          | Befestigung > Burg | Stadt Wehlen | Wehranlage Burg Wehlen | Mittelalter  | nördlich über dem Ort, Bergsporn über dem Wehlgrund         | Spornburg                                              |      |
| ?          | besonderer Stein   | Stadt Wehlen | Steinkreuz             | Neuzeit      | nördlicher Ortsteil, Pflanzengarten, bei Lohmener Straße 18 | Jahreszahl 1710 eingemeißelt, Schutz seit 10. Mai 1972 |      |